# Contea di Trans-Nzoia
La Contea di Trans Nzoia è una della 47 contee del Kenya situata nella ex Provincia della Rift Valley. Al censimento del 2019 ha una popolazione di 990.341 abitanti. Il capoluogo della contea è Kitale. Altre città importanti sono: Kiminini, Maili Saba, Endebess, Kwanza e Kachibora.